# Philip Wohlgemuth

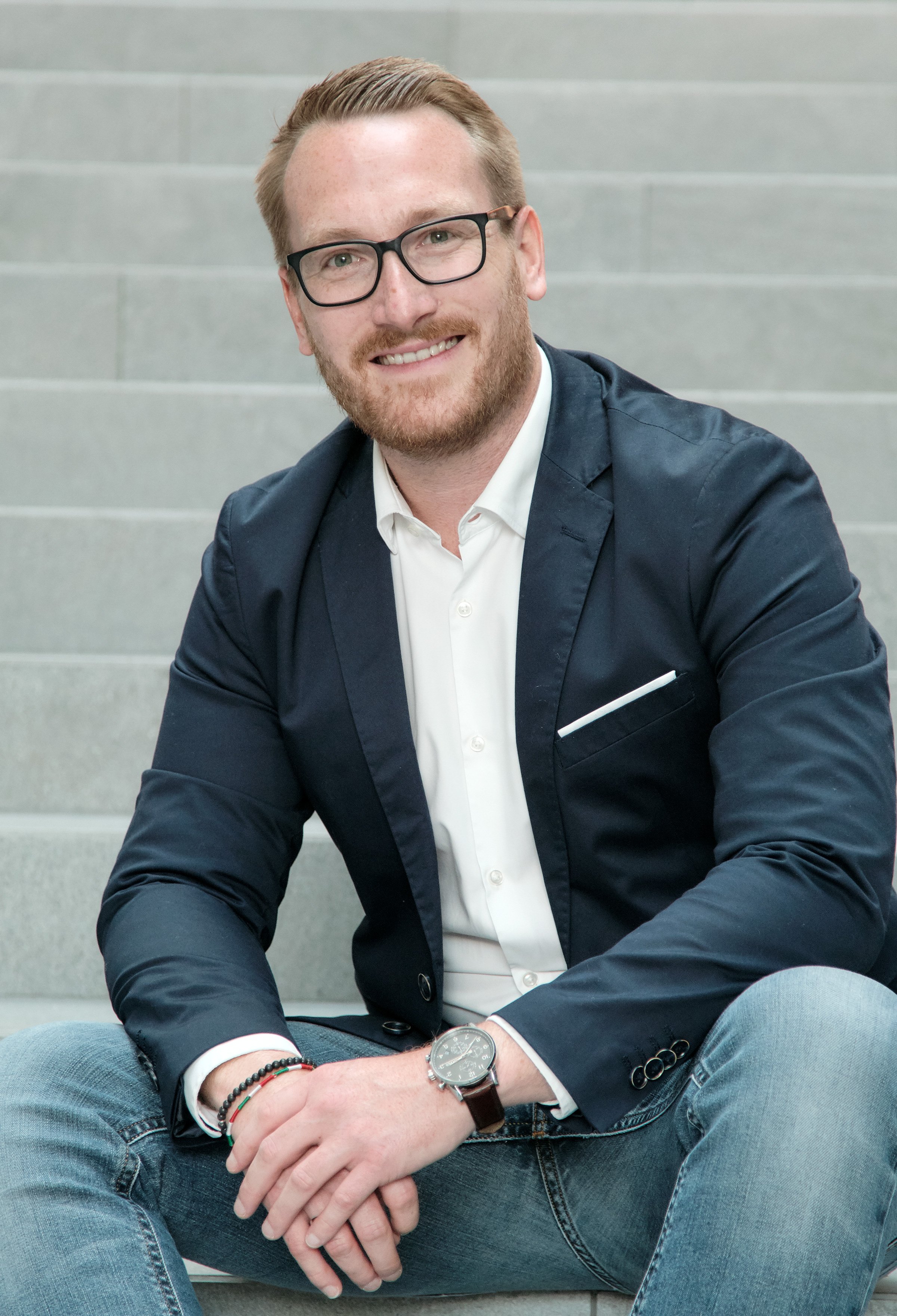
Philip Wohlgemuth (2019)

Philip Wohlgemuth (* 23. Februar 1987 in Innsbruck oder Rum, Tirol) ist ein österreichischer Politiker der Sozialdemokratischen Partei Österreichs (SPÖ) und Gewerkschafter. Im Juni 2017 übernahm er den Vorsitz des ÖGB Tirol, seit März 2018 ist er Abgeordneter zum Tiroler Landtag und seit 1. Mai 2019 stv. Klubobmann. Am 19. Dezember 2024 wurde er zum Landeshauptmannstellvertreter in der Landesregierung Mattle gewählt.

## Leben
Philip Wohlgemuth besuchte nach der Volksschule in Pradl die Technische Hauptschule Gabelsbergerstraße in Innsbruck und die Polytechnische Schule Innsbruck. Anschließend besuchte er von 2002 bis 2005 die Hotelfachschule Villa Blanka Innsbruck. Danach war er 2006/07 als Rezeptionist tätig.
Er war Landesjugendvorsitzender der damaligen Gewerkschaft Hotel, Gastgewerbe, Persönlicher Dienst (HGPD), später der Gewerkschaft vida. Von 2007 bis 2011 war er Landesjugendsekretär des Österreichischen Gewerkschaftsbundes (ÖGB) in Tirol, danach Landessekretär. Seit 2013 ist er Landesgeschäftsführer der Gewerkschaft vida. Im Juni 2017 wurde Philip Wohlgemuth als Nachfolger von Otto Leist zum Vorsitzenden des ÖGB Tirol gewählt. Im Mai 2022 wurde er in dieser Funktion bestätigt.
Seit 2006 gehört er dem Bezirksparteivorstand der SPÖ Innsbruck-Stadt an, wo er seit 2015 als Bezirksparteiobmann-Stellvertreter fungiert. Am 28. März 2018 wurde er in der konstituierenden Landtagssitzung der XVII. Gesetzgebungsperiode als Abgeordneter zum Tiroler Landtag angelobt, wo er dem Ausschuss für Wohnen und Verkehr sowie dem Ausschuss für Wirtschaft, Tourismus, Energie und Technologie angehört.
Nach dem am 13. November 2024 bekanntgegebenen Rücktritt von Landeshauptmannstellvertreter und SPÖ-Landesparteiobmann Georg Dornauer folgte er diesem als Parteichef der SPÖ Tirol sowie als Mitglied der Landesregierung Mattle am 18. Dezember 2024 nach. Der Landesparteivorstand stimmte am 13. November 2024 einstimmig für Wohlgemuth als Nachfolger von Dornauer. Sein Landtagsmandat übernahm Daniela Meichtry. Im Jänner 2025 folgte ihm Sonja Föger-Kalchschmied als Vorsitzende des ÖGB Tirol nach. Am 28. Juni 2025 wurde er mit 95,93 Prozent der Stimmen zum Landesparteivorsitzenden der Tiroler SPÖ gewählt.